# Lathwehren

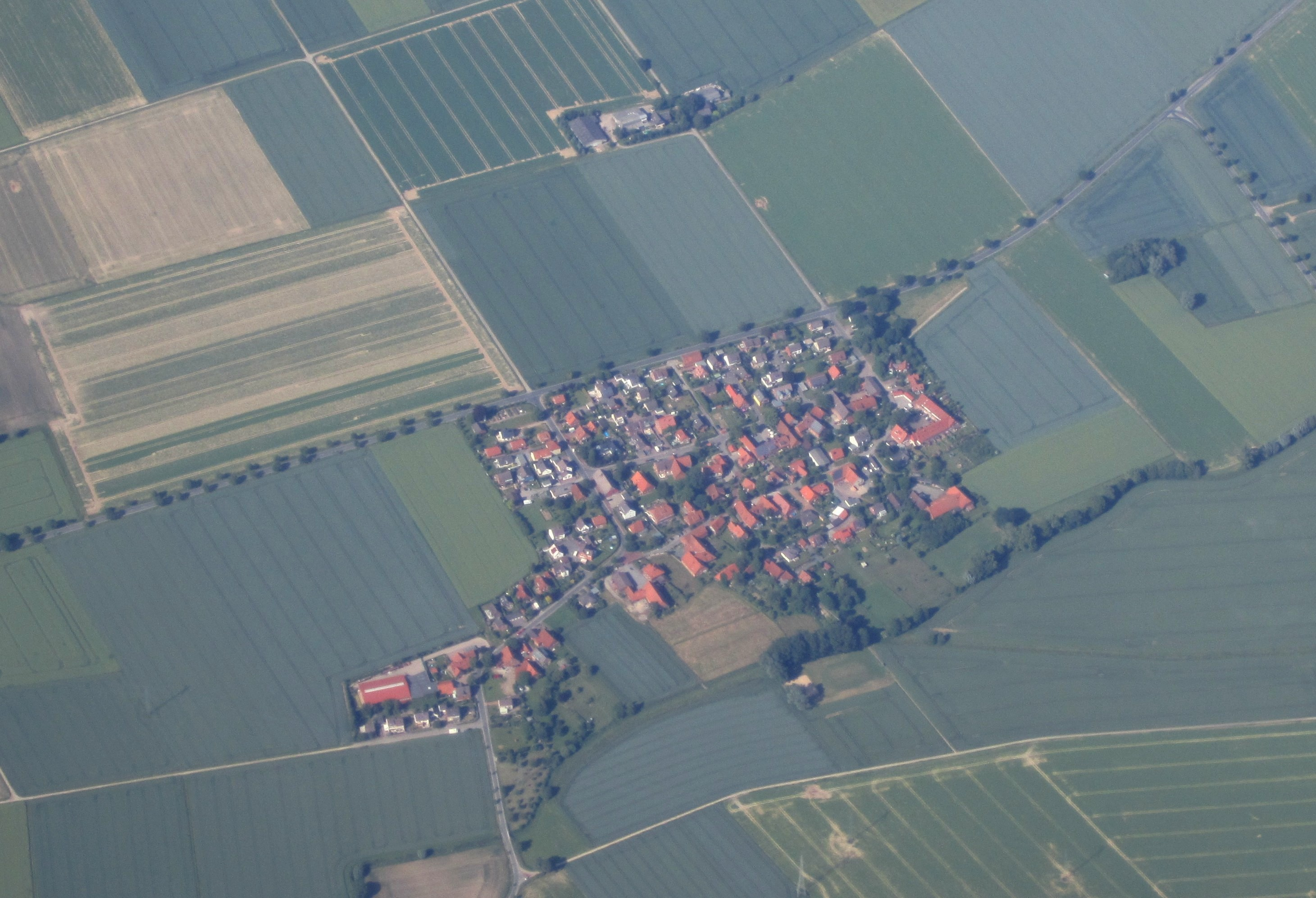
Lathwehren aus der Luft

Lathwehren ist ein Dorf und südwestlicher Stadtteil von Seelze in der niedersächsischen Region Hannover in Deutschland.

## Geografie
Lathwehren liegt im Calenberger Land etwas nordnordöstlich des Stemmer Bergs. Direkte Nachbarorte sind im Osten Kirchwehren, im Süden die Barsinghäuser Stadtteile Göxe und Stemmen sowie im Westen – ebenfalls zu Barsinghausen gehörig – Barrigsen und Ostermunzel. Etwas südlich befindet sich der Zusammenfluss von Kirchwehrener Landwehr und Haferriede zur Möseke, die westwärts in die Südaue fließt. Knapp einen Kilometer südöstlich von Lathwehren und seit 1929 zum Ort gehörig liegt das Rittergut Dunau.

## Geschichte
Lathwehren wurde erstmals 1315 urkundlich erwähnt (Latwegerde), wobei Lath- das germanische Wort für „Sumpf, feucht, Morast“ ist. 1689 lebten auf 23 Höfe verteilt ungefähr 200 Menschen. Bis heute hat sich die Einwohnerzahl mehr als verdoppelt, es sind viele neue Häuser gebaut worden und es existieren noch einige alte Bauernhäuser.
Lathwehren wurde am 1. März 1974 im Rahmen der niedersächsischen Verwaltungs- und Gebietsreform zu einer der elf Ortschaften der Großgemeinde Seelze. Am 1. März 1977 wurde Seelze zur Stadt erhoben und der Ort damit zum Stadtteil.

## Religion
In Lathwehren befindet sich keine Kirche, lediglich eine 1968 errichtete Friedhofskapelle. Lathwehren gehört zur evangelisch-lutherischen Dreieinigkeitskirchengemeinde Kirchwehren und zur katholischen Pfarrgemeinde Hl. Dreifaltigkeit in Seelze. Von 1969 bis 1989 bestand in Lathwehren das katholische Kirchhaus St. Antonius.

## Politik
Der Ortsrat von Lathwehren setzt sich aus 7 Ratsfrauen und Ratsherren zusammen.
|      | Bürgerliste Lathwehren | Gesamt  |
| 2011 | 7                      | 7 Sitze |

Stand: Kommunalwahl am 11. September 2011
Ortsbürgermeister ist Maik Rückwardt.

## Wappen
Goldene Palisade auf unterer Hälfte vor blauem Hintergrund, belegt mit dem Dreieckschild des Geschlechts von Alten auf Dunau (auf silbernem Grund sieben rote Rauten mit je einem goldenen Nagel von vorn oben schrägbalkenweise gereiht). Darauf ein nach vorn schreitender rotbewehrter goldener Löwe.

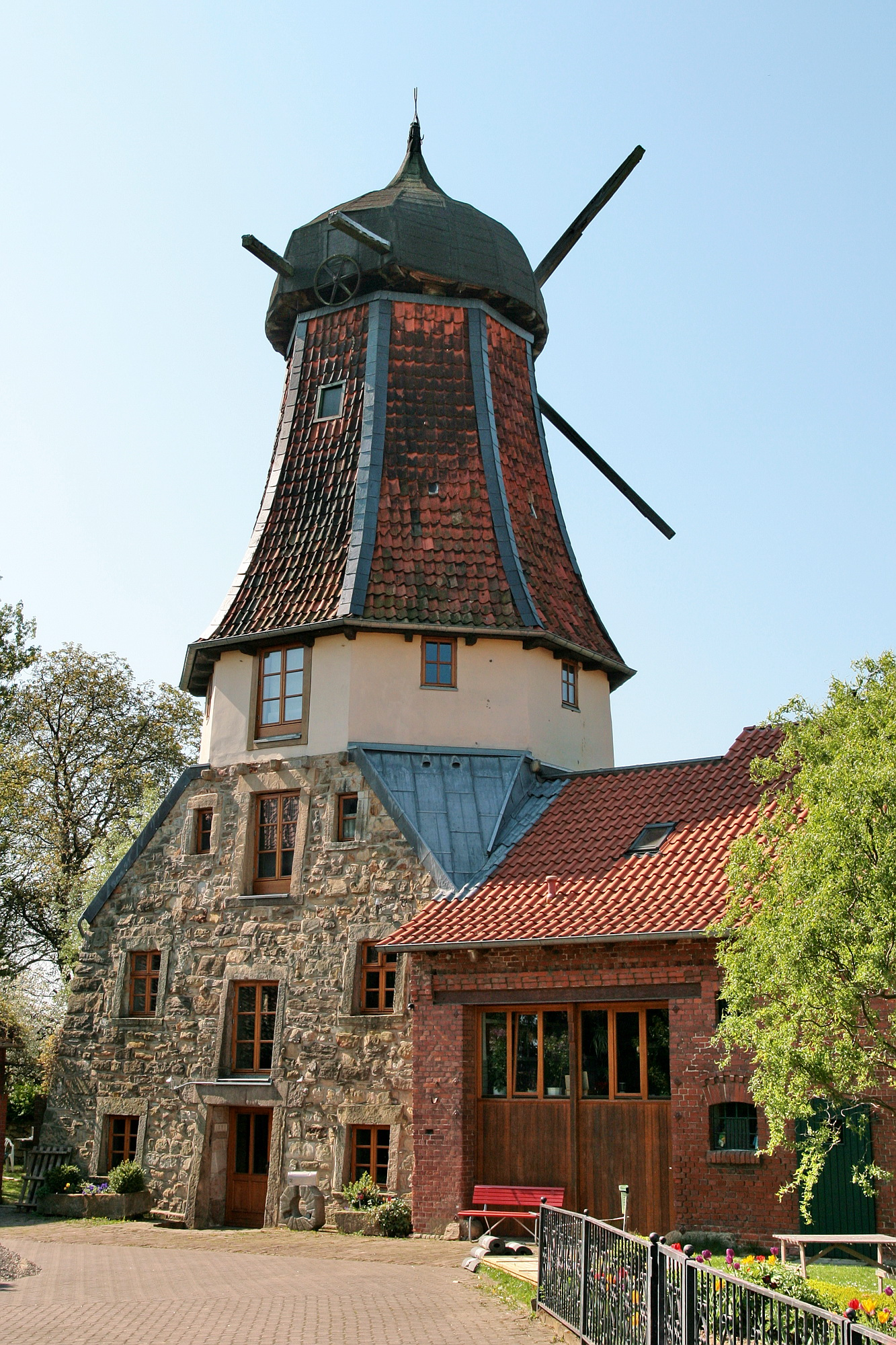
Gutsmühle Dunau

## Kultur und Sehenswürdigkeiten
- Das Rittergut Dunau wurde erstmals 1560 urkundlich erwähnt, ist jedoch deutlich älter. In dieser Zeit ging der Besitz als Lehen der Welfenherzöge von Erich von Goltern auf Ernst von Alten über und ist bis heute im Besitz der Familie geblieben. Der selbständige Gutsbezirk Dunau wurde 1929 nach Lathwehren eingemeindet.
- Die Galerieholländermühle ersetzte etwa 1851/52 die zuvor abgebrannte Wassermühle des Gutes Dunau, auf dessen Fundamenten sie errichtet wurde.